# Colonia Morelos, Tezonapa
Colonia Morelos är en ort i Mexiko.   Den ligger i kommunen Tezonapa och delstaten Veracruz, i den sydöstra delen av landet, 260 km öster om huvudstaden Mexico City. Colonia Morelos ligger 771 meter över havet och antalet invånare är 270.
Terrängen runt Colonia Morelos är varierad. Runt Colonia Morelos är det ganska tätbefolkat, med 100 invånare per kvadratkilometer. Närmaste större samhälle är Cuitláhuac, 18,3 km nordost om Colonia Morelos. I omgivningarna runt Colonia Morelos växer i huvudsak städsegrön lövskog.